# Misak Torlakjan

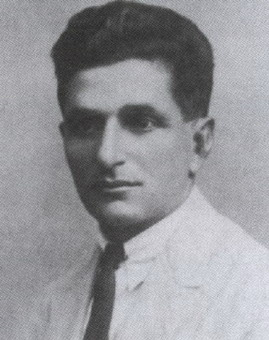
Misak Torlakjan

Misak Torlakjan (armenisch Միսաք Թորլաքեան Misag Torlakian; * 1889 in Kivschana bei Trabzon, Osmanisches Reich; † 12. November 1968 in Montebello, Kalifornien, USA) war ein armenischer Attentäter der nationalistischen Armenischen Revolutionären Föderation. Bekanntheit erlangte er durch die Ermordung von Behbud Chan Dschawanschir, dem Innenminister der Demokratischen Republik Aserbaidschan, im Rahmen der Operation Nemesis, welche die Tötung der Verantwortlichen des Völkermords an den Armeniern zur Aufgabe hatte.

## Biographie
Torlakjan wurde schon als Kind Zeuge der türkischen Pogrome gegen Armenier. Im Alter von 18 Jahren wurde er daher Mitglied der Armenischen Revolutionären Föderation (ARF). Während des Ersten Weltkrieges diente er als Spion des russischen Militärs hinter den feindlichen Linien an der Kaukasusfront.
Nach dem Rückzug der Kaiserlich Russischen Armee im Jahr 1918 und dem Angriff der Türkei auf die Demokratischen Republik Armenien schloss sich Torlakjan den bewaffneten armenischen Einheiten unter Drastamat Kanajan (General Dro) an und beteiligte sich an den Schlachten von Basch Abaran, Sardarapat (heute Nor-Armavir) und Karakilisa (heute Wanadsor). In Armenien wird er als Held gefeiert.
Im Sommer 1921 wurde Torlakjan im Rahmen der geheimen Operation Nemesis von der ARF nach Istanbul entsandt, um den ehemaligen Innenminister der Demokratischen Republik Aserbaidschan Behbud Chan Dschawanschir wegen seiner Beteiligung am Armenierpogrom in Baku 1918 zu ermorden. Das Attentat verübte Torlakjan am 18. Juli vor dem Pera Palas Hotel im Zentrum Istanbuls. Er wurde festgenommen und vor ein britisches Militärgericht gestellt.
Von Beginn an versuchten seine armenischen Anwälte ihn als unzurechnungsfähig einzustufen. Vor Gericht wurde von armenischen, griechischen und britischen Ärzten bestätigt, dass Torlakjan an Epilepsie leide und zum Zeitpunkt der Tat nicht zurechnungsfähig war. Als Grund für seine Tat nannte Torlakjan die Ermordung seiner Frau, Schwester und Kinder durch Aserbaidschaner vor seinen Augen in Baku. In Trabzon waren seine Familienmitglieder lange zuvor ums Leben gekommen. Das Gericht befand ihn am Ende wegen des Mordes zwar für schuldig, kam jedoch zum Entschluss, Torlakjan habe die Tat im Affektzustand ausgeübt. Der Fall zeigt große Ähnlichkeiten zu Soghomon Tehlirian, welcher nur wenige Monate zuvor in Berlin für die Ermordung von Talât Pascha, dem Hauptverantwortlichen des Völkermords an den Armeniern, freigesprochen wurde.
Torlakjan wurde nach dem Gerichtsprozess nach Griechenland ausgewiesen. Dort wurde er bei Ankunft freigelassen, von wo er über Serbien nach Rumänien emigrierte. Nach dem Zweiten Weltkrieg wanderte er in die USA aus, wo er am 12. November 1968 im kalifornischen Montebello starb.